# Tunnel Feuerbach

Der Tunnel verbindet Feuerbach mit dem neuen Hauptbahnhof

Der Tunnel Feuerbach ist ein etwa 3200 m langer Eisenbahntunnel in Stuttgart. Er verbindet im Zuge von Stuttgart 21 die Regional- und Fernbahnstrecke von Norden mit dem nördlichen Bahnhofskopf des Hauptbahnhofs.
Der Bauauftrag wurde am 12. März 2012 vergeben. Der symbolische Baubeginn wurde am 10. Dezember 2014 gefeiert. Am 17. Juli 2018 wurde der Durchstich gefeiert. Der letzte Durchschlag, in Feuerbach, erfolgte am 5. Juni 2020. Die bahntechnische Ausrüstung ist im Gang.

## Verlauf

Die beiden durchgehenden Hauptgleise der über den Fildertunnel in den Hauptbahnhof einmündenden Strecke gehen in den Tunnel Feuerbach über. Diese Bahnsteiggleise 4 und 5 sind im Bereich des Hauptbahnhofs mit 100 km/h befahrbar.

Das Nordwestportal des Tunnels liegt im Bereich des Bahnhofs Feuerbach, zwischen den beiden heutigen Fern- und Regionalbahngleisen, die im Zuge des Tunnelbaus verschwenkt wurden. Die Neubautrasse zweigt im Bahnhof Feuerbach, nördlich der Kreuzung mit der Borsigstraße, von den Fernbahngleisen des Bestandsnetzes ab. Auf der Brücke über die Borsigstraße, die im Zuge der Baumaßnahmen einen neuen Überbau erhielt, beginnt der Tunnel mit einer 25 Promille steilen Rampe. An dieses Trogbauwerk schließt sich ein kurzer in offener Bauweise errichteter Abschnitt an.
Nach dem Nordportal knickt die Trasse in südwestliche Richtung ab und unterquert die beiden S-Bahn-Gleise, nordwestlich des Pragtunnels. Anschließend werden die Gleise der Stuttgarter Stadtbahn unterquert. Im bergmännisch errichteten Abschnitt werden die beiden Gleise in zwei getrennten Röhren geführt. Sie unterqueren den Killesberg, das alte Messegelände, den Stadtbahntunnel zum Killesberg und Wohngebiete am Kriegsberg mit Überdeckungen zwischen etwa 40 und 100 m.
Rund 300 Meter vor Erreichen des Talkessels überquert der Tunnel höhenfrei die nördliche (aus Bad Cannstatt kommende) Röhre des Tunnels Bad Cannstatt in deren Kilometer −1,1. Anschließend wird die Röhre aus Feuerbach mit der Röhre aus Bad Cannstatt in einem zweigleisigen Tunnel zusammengeführt und schließlich in den Hauptbahnhof eingeführt (Gegenrichtung analog in einem weiteren zweigleisigen Tunnel). Der Hauptbahnhof wird im Bereich der Jägerstraße erreicht.
Die Entwurfsgeschwindigkeit lag in der ursprünglichen Planfeststellung im Bahnhof Feuerbach bei 100 km/h, im übrigen Teil bei 160 km/h. Die Höchstgeschwindigkeit im Tunnel wurde 2018 mit 120 km/h angegeben. Laut einer 2020 durchgeführten Planänderung wurde die Entwurfsgeschwindigkeit auf 120 km/h reduziert. Eine spätere Geschwindigkeitserhöhung auf 150 bis 160 km/h wird offengehalten. Dazu wird in der Oberleitungsanlage ein verkürzter Stützpunktabstand umgesetzt. Damit sollen insbesondere mit ATO straff geführte Regionaltriebzüge bis zu rund zehn Sekunden aufholen können. Dies soll wiederum dazu beitragen, Züge passgenau durch das für die Kapazität mit entscheidende Gleisvorfeld des Hauptbahnhofs zu führen.

### Verlauf im Höhenplan
Die maximale Längsneigung beträgt 25 Promille und wird in beiden Röhren zwischen den Baukilometern −3,915 und −3,196 erreicht.
Die Überdeckung im Nordabschnitt, am Übergang von der offenen zur bergmännischen Bauweise, beträgt rund 20 m. Im anschließenden Bereich, unterhalb des Killesbergs, dem alten Messegelände und dem Kriegsberg liegt die Überdeckung zwischen 40 und 100 m. Im Bereich des Verzweigungsbauwerks am Hauptbahnhof nimmt die Überdeckung Richtung Hauptbahnhof von rund 70 auf rund 35 m ab. Die mit etwa 2,20 m geringste Überdeckung wird im Bereich des Hauptbahnhofs (unter dem Gebäude der Industrie- und Handelskammer, Jägerstraße 26) erreicht.

### Querschnitt

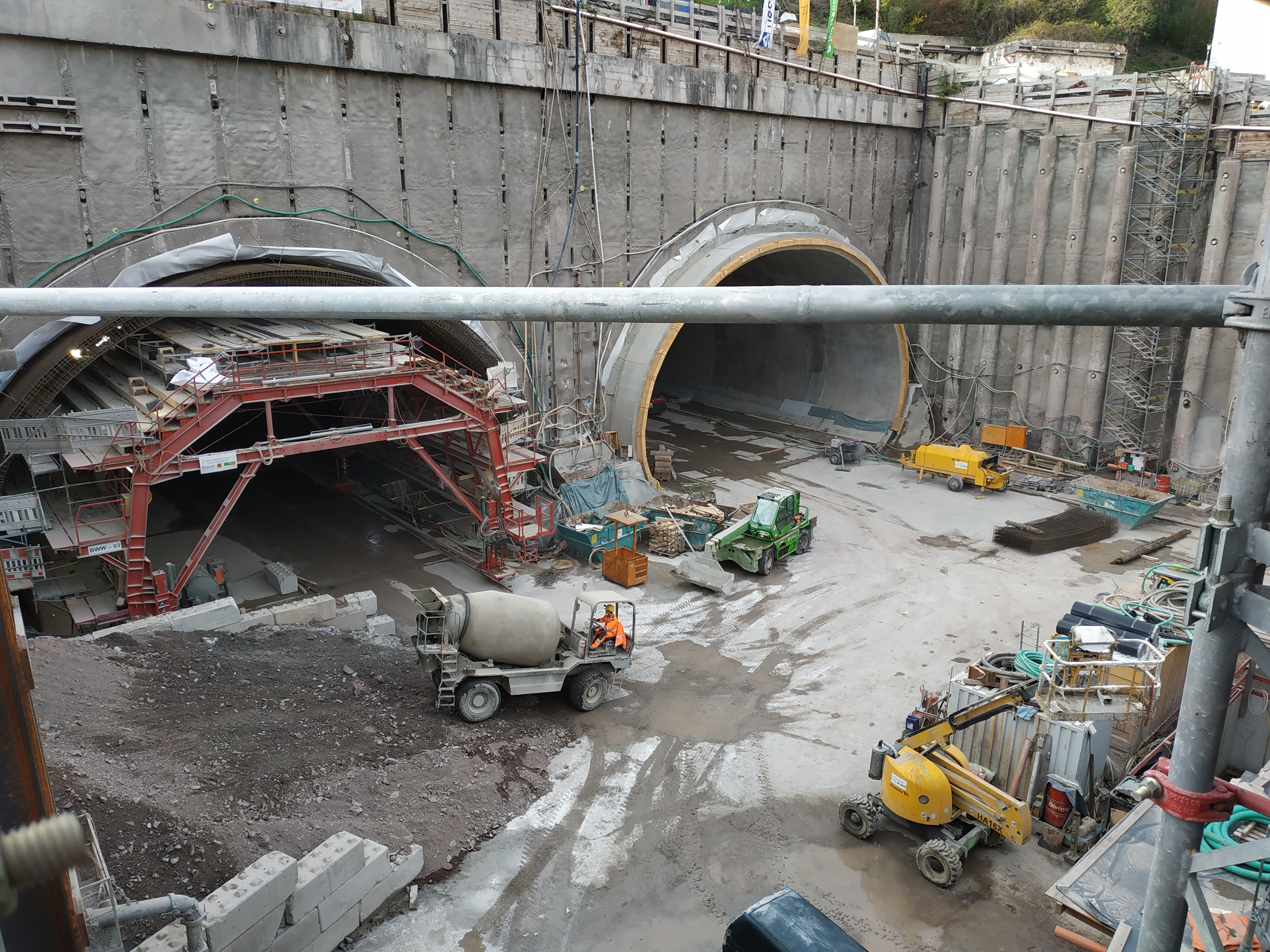
Querschnitt für zwei Stadteinwärtsgleise (links) und zwei Stadtauswärtsgleise (rechts) am Übergang von der bergmännischen zur offenen Bauweise (Bauzustand 2019)

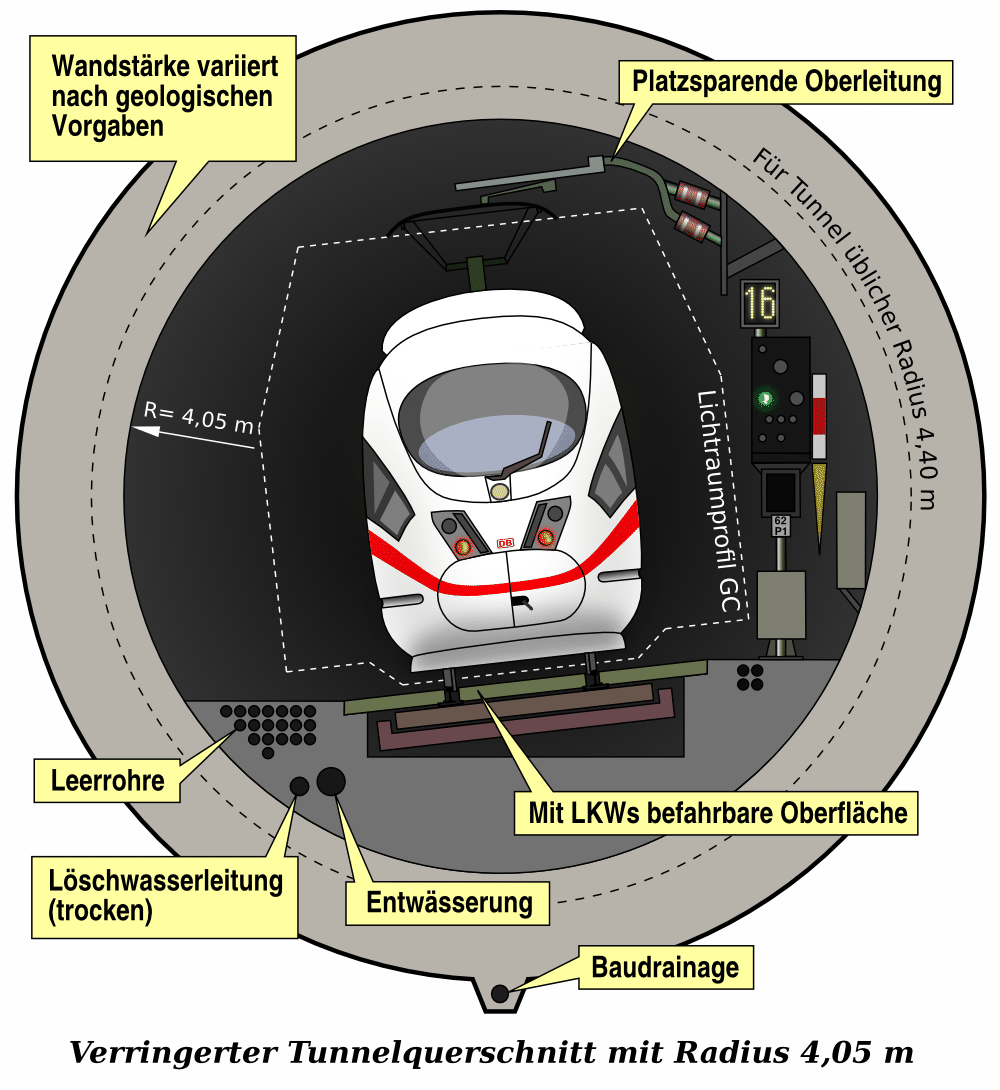
Sonderquerschnitt mit 4,05 m Radius

Die nördlichen rund 230 m des Tunnels liegen aufgrund der beengten räumlichen Verhältnisse in einem zweigleisigen Tunnel. In diesem Bereich wird der Gleismittenabstand von 4,00 auf rund 5,00 m angehoben. Die lichte Höhe beträgt 7,10 m. Zwischen dem Übergang der offenen zur bergmännischen Bauweise wird die lichte Weite dabei von 12,20 auf 21,47 m angehoben.
Die anschließenden eingleisigen bergmännischen Tunnel weisen einen Sonderquerschnitt mit 4,05 m Innenradius und einer lichten Höhe von 6,20 m über Schienenoberkante auf. Dieser Querschnitt wurde 1998 aus geologischen und wirtschaftlichen Erwägungen für das Projekt Stuttgart 21 entwickelt. Laut Angaben der Deutschen Bahn im Planfeststellungsverfahren seien für eine Geschwindigkeit von 160 km/h 4,70 m üblich. Diese Abweichung sei jedoch nicht sicherheitsrelevant, da der Radius von 4,70 m für Geschwindigkeiten von 230 bis 300 km/h ausgelegt sei, jedoch im vorliegenden Bereich keine Geschwindigkeit größer als 160 km/h vorgesehen sei.
Am Übergang zum Hauptbahnhof liegen die Gleise der Tunnel Feuerbach und Bad Cannstatt in einem Standardquerschnitt für zweigleisige Eisenbahntunnel.

### Geologie
Der Tunnel durchörtert – auf einer Länge von etwa 1,6 km – quellfähige und nicht quellfähige Schichten von Gipskeuper, wobei der quellfähige Keuper in so genannten Anhydritlinsen ansteht. Der Erkundungsstand von 2002 ließ vier derartige Linsen erwarten. Teils wurden die Röhren dabei gegen den Quelldruck bemessen (Widerstandsprinzip), teils erhielten sie eine Knautschzone nach dem Vorbild des Freudensteintunnels und des Engelbergbasistunnels.
Ein Ende 2016 vorgelegtes Gutachten von KPMG und Ernst Basler & Partner im Auftrag der DB sieht insgesamt 950 m des Tunnelvortriebs im Anhydrit als „kritisch“. Die Wahrscheinlichkeit für einen schweren Schadensfall wird mit 4,5 bis 13,5 Prozent angegeben.

## Geschichte

### Planung
Die Anfang 1995 vorgelegte Machbarkeitsstudie des Projekts Stuttgart 21 sah noch eine grundlegend andere Trasse zwischen dem Hauptbahnhof und Feuerbach vor. Dabei sollten sich zwei je zweigleisige Tunnelröhren nordwestlich an den Hauptbahnhof anschließen und in einen engen Bogen in nordöstlicher Richtung übergehen. Auf Höhe der Wolframstraße, südwestlich des Bahnhofs Mittnachtstraße, sollten sich Röhren aufteilen. Je zwei zunächst eingleisige Röhren sollten aus einem Weichenfeld nach Feuerbach, Bad Cannstatt und dem Bahnhof Mittnachtstraße (S-Bahn) ausscheren. Die beiden je eingleisigen Röhren nach Feuerbach sollten dabei unterhalb des S-Bahn-Bahnhofs Mittnachtstraße zusammengeführt und nach einem Bogen in nordwestlicher Richtung in einen neuen Pragtunnel münden.
Das Ende 1995 vorgelegte Synergiekonzept Stuttgart 21 wich von dieser Trasse ab. Anstatt über den Pragtunnel empfahl die Studie, die Neubaustrecke auf direktem Weg vom Hauptbahnhof nach Feuerbach zu führen.
Die Trasse des Raumordnungsverfahrens sah den Übergang der zweigleisigen zu eingleisigen Tunnelröhren unter dem Kriegsberg vor. Nachdem im Bereich des zukünftigen Hauptbahnhof-Nordkopfes im Zuge der Baugrunderkundung eine Anhydritlinse gefunden worden war, wurde der Bahnhofskopf verkleinert und der Übergang zu den vier eingleisigen Röhren Richtung Hauptbahnhof verschoben. Auch die Überquerung der Röhre aus Bad Cannstatt würde somit nicht mehr in Anhydrit liegen. Für den Zulauf in den Bahnhof war eine Geschwindigkeit von bis zu 130 km/h geplant.
In das Planfeststellungsverfahren wurde eine gegenüber dem Raumordnungsverfahren veränderte Trasse eingebracht. Die neue, um bis zu etwa 60 m verschobene, Linienführung erlaubt laut DB-Angaben eine durchgehende Entwurfsgeschwindigkeit von 160 km/h bis zur Einschwenkung in den Hauptbahnhof und vermeidet Anhydritvorkommen, die in der Baugrunderkundung gefunden worden waren.
Der Tunnel bildet das Los 2 im Planfeststellungsabschnitts 1.5 des Projekts. Für diesen Planfeststellungsabschnitt lag der Planfeststellungsbeschluss am 29. Mai 2008 vor.
Mitte 2008 trat eine neue europäische Richtlinie zur Tunnelsicherheit in Kraft. Der maximale Abstand zweier Rettungsstollen, mit denen zwei Tunnelröhren miteinander verbunden werden, wurde dabei von zuvor 1000 auf 500 m gesenkt. Ende 2008 beantragte die Deutsche Bahn aufgrund des fortgeschrittenen Planungsstadiums des Tunnels eine Ausnahmegenehmigung. Inzwischen ist ein Abstand von maximal 500 m vorgesehen.
Die gemeinsame Ausschreibung für den Rohbau des Tunnels und der Fernbahnzuführung aus Bad Cannstatt wurde am 12. Oktober 2010 im Elektronischen Amtsblatt der Europäischen Union veröffentlicht. Der zu vergebende Bauvertrag soll vom 14. April 2011 bis 30. November 2016 laufen. Die Deutsche Bahn rechnete Mitte 2011 mit der Vergabe des Bauauftrags für Oktober oder November 2011. Die geplante Auftragsvergabe hatte sich durch Preisverhandlungen verzögert. Die Deutsche Bahn rechnete im Herbst 2011 damit, infolge von Nachbesserungen im Planfeststellungsabschnitt 1.5 die angestrebten Vergabesummen nicht erreichen zu können. Das Auftragsvolumen für den Bau des Hauptbahnhofs, des Tunnels Bad Cannstatt und des Tunnels Feuerbach wurde von der Deutschen Bahn mit rund einer Milliarde Euro beziffert.
Der Bauauftrag für den Tunnel Feuerbach wurde am 12. März 2012 an eine Bietergemeinschaft unter Führung des Stuttgarter Bauunternehmens Baresel vergeben. Daneben sind die Unternehmen Kunz und Walo an der Arbeitsgemeinschaft beteiligt. Der formale Zuschlag wurde am 23. März 2012 erteilt.
Der Bauauftrag wurde für 187,49 Millionen Euro vergeben. Insgesamt waren fünf Gebote eingegangen; das höchste Angebot lag dabei bei 227,2 Millionen Euro. Dies sei, außer für Stahl, ein Festpreis. Nach eigenen Angaben sei das Vergabeziel der Deutschen Bahn bei 200 Millionen Euro gelegen.
Am 2. Mai 2012 begann die Deutsche Bahn nach eigenen Angaben damit, an die Eigentümer der vom Projekt betroffenen Grundstücke Einverständniserklärungen über die Inanspruchnahme ihrer Grundstücke zu verschicken. Über Entschädigungen sollte laut Bahnangaben erst später verhandelt werden. Der Stuttgarter Haus- und Grundbesitzerverein warnte die Eigentümer davor, leichtfertig solche Einverständniserklärungen zu unterschreiben.
Am 2. Juli 2013 wurde der 10. Änderungsbescheid für den Planfeststellungsabschnitt 1.5 erlassen. Damit sollen am Zwischenangriff Prag gefundene Zauneidechsen in ein Habitat nach Steinheim an der Murr umgesiedelt werden dürfen.
2018 wurde das Budget des gesamten Planfeststellungsabschnitts 1.5, zu dem der Tunnel gehört, mit rund 1,8 Milliarden Euro angegeben.
Im Zuge einer Planänderung entfielen 2020 gegen Tunnelknall vorgesehene Maßnahmen. Die Tunneldecke wurde durch Streifen ersetzt. Der Tunnel verkürzte sich dadurch um 32 Meter.
Im Planfeststellungsantrag von 2006 ist für den Tunnel eine Bauzeit von etwa fünf Jahren vorgesehen, gefolgt von zwei weiteren Jahren für die Installation der technischen Ausstattung, einem Probebetrieb und der Inbetriebnahme.

#### Planänderungen
In den planfestgestellten Plänen ist, etwa auf halber Länge des Tunnels, auf einem Parkplatz östlich der alten Messehalle 14 (am Killesberg), ein Entrauchungsgebäude vorgesehen (48° 48′ 5,5″ N, 9° 10′ 33,7″ O). Der etwa 65 m tiefe und 6,20 m breite Abluftschacht soll den Tunnel zwischen den beiden Röhren erreichen und mit zwei je rund 7,50 m langen und 4,40 m breiten Entlüftungsstollen an die beiden Röhren angebunden werden. Im Brandfall soll mit diesem Bauwerk die Entrauchung des Hauptbahnhofs und des zweigleisigen Tunnelbereichs sichergestellt werden. Der Zwischenangriff am Pragsattel (48° 48′ 26″ N, 9° 10′ 49″ O) soll zukünftig als Rettungszufahrt dienen. Das weitgehend unterirdische Bauwerk soll inzwischen am Zwischenangriff Prag entstehen (Stand: September 2013). Im Zuge einer Umplanung des Brandschutz- und Rettungskonzepts soll das Entrauchungsbauwerk, neben dem Entrauchungsbauwerk des Tunnels Bad Cannstatt, mit drei Bauwerken im Bereich des Pragtunnels zentralisiert werden. Ein Planänderungsverfahren zur Zentralisierung der Entrauchung am „Entrauchungsbauwerk Rettungsausfahrt Prag“ wurde nunmehr im Mai 2017 beantragt. Es ist das 27. Planänderungsverfahren im Planfeststellungsabschnitt 1.5. Das Entrauchungsbauwerk soll im Voreinschnitt der Rettungszufahrt des Tunnels Feuerbach, südwestlich des Südportal des Pragtunnels, entstehen. Der Planänderungsbeschluss wurde Mitte Dezember 2017 veröffentlicht. Die Verschiebung, die ohne Beteiligung der Öffentlichkeit erfolgte, stieß auf Kritik bei betroffenen Anwohnern.
Anfang Juli 2012 wurde ein Planänderungsverfahren bekannt, zu dem die Träger öffentlicher Belange gehört würden. Dabei sollen Änderungen am Entrauchungsbauwerk Killesberg erfolgen, der Abstand der Querschläge vermindert werden und eine Baustraße verändert werden. Nach Bahnangaben sei weiterhin Ziel, einen anderen Standort zu finden (Stand: August 2013). Ein Alternativstandort wird am Wartberg erwogen.
Am 11. Oktober 2013 beantragte die Deutsche Bahn eine Planänderung, um am Zwischenangriff Prag zusätzliche Flächen in Anspruch nehmen zu können, nachdem im Zuge der Ausführungsplanung ein erhöhter Flächenbedarf festgestellt worden sei. Das Eisenbahn-Bundesamt genehmigte dies als 13. Planänderung im Planfeststellungsabschnitt 1.5 am 27. März 2014.
Am 22. September 2014 erging der Bescheid über die 6. Planänderung im Planfeststellungsabschnitt 1.5, der eine Veränderung der während der Bauphase höchstens zu entnehmenden Grundwassermengen und eine Anpassung des Grundwassermanagements zur Folge hat.

### Bau

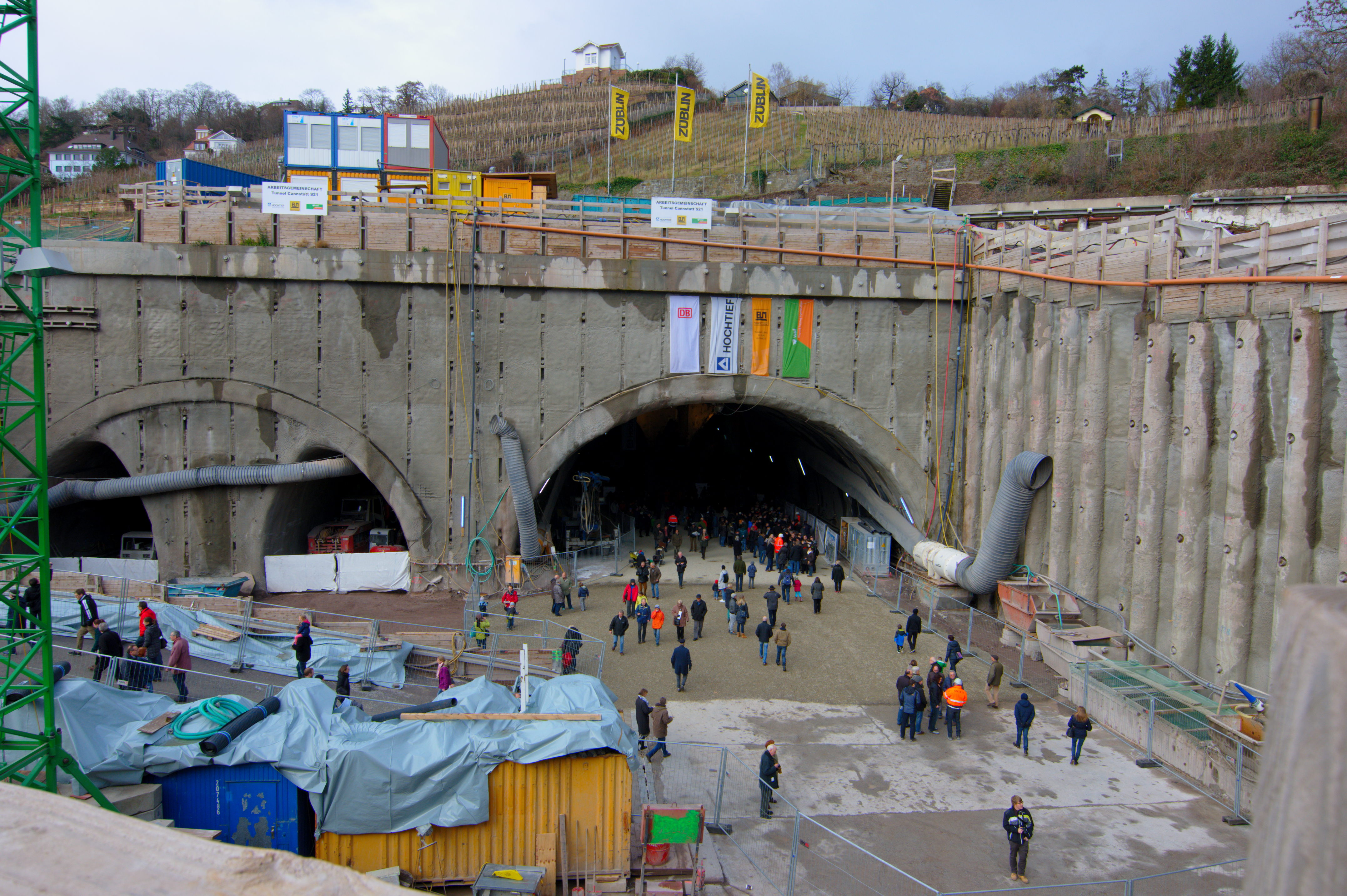
Südliches Portal, Januar 2016

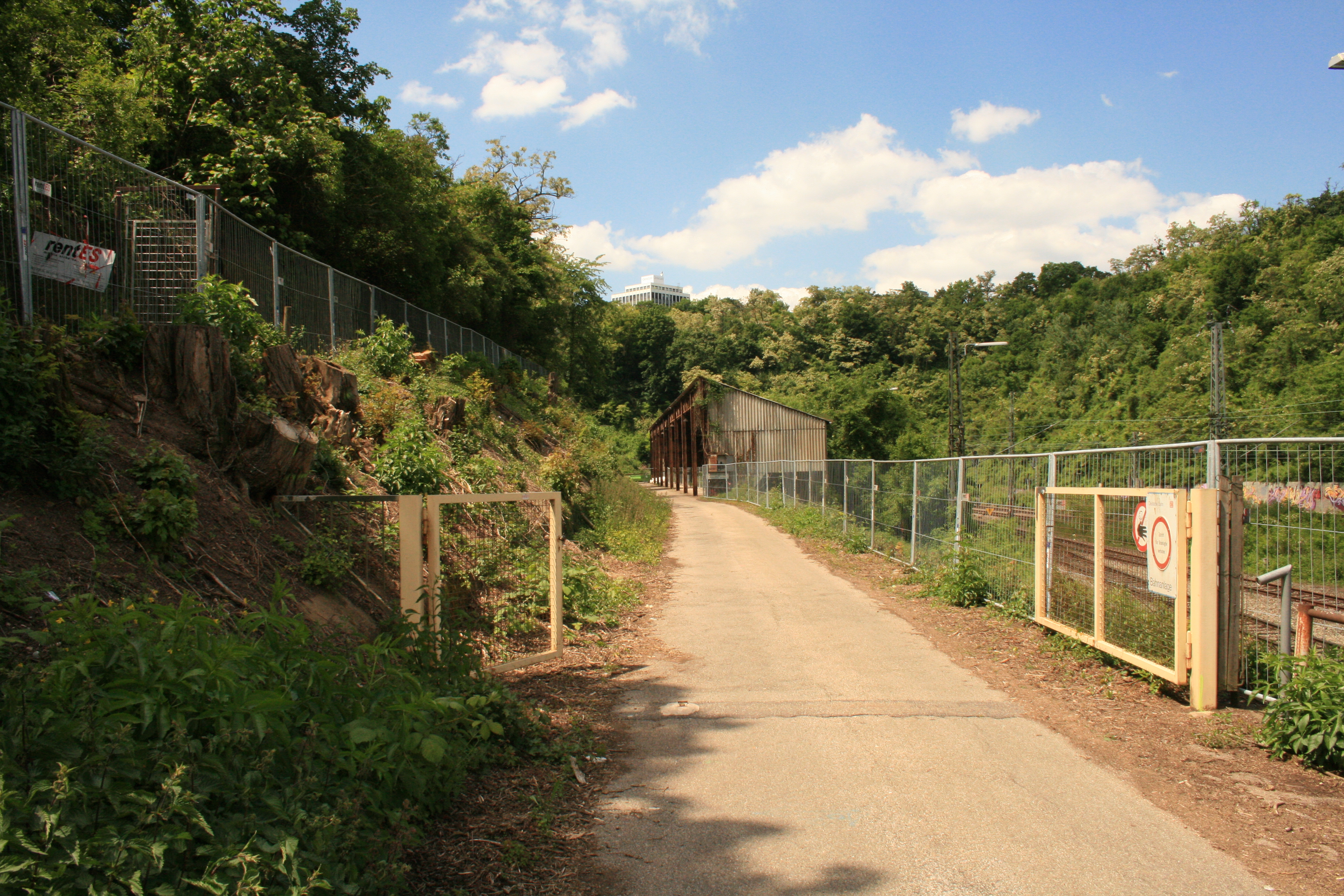
Freigemachte Zufahrt zum Zwischenangriff Prag (Juni 2013)

Die Rohbaufertigstellung war im Jahr 2010 für das Jahr 2016 geplant.
Die Baufeldfreimachung sollte 2012 beginnen. Der Baubeginn war im Juli 2012 für Dezember 2012 geplant. Nach früheren Angaben (März 2012) sollten die Bauarbeiten Anfang 2013 beginnen, soweit das Grundwassermanagement rechtzeitig in Betrieb genommen werden könne. Die Umsiedlung von Zauneidechsen habe nach Bahnangaben zu Verzögerungen geführt. Sie war Mitte September 2013 abgeschlossen gewesen. Um mit dem Bau des Trogs im Bahnhof Feuerbach beginnen zu können, müsse noch ein Anhörungsverfahren zur Grundwasserentnahme abgeschlossen werden (Stand: September 2013).
Der Vortrieb sollte, nach dem Stand von Juni 2013, nach der „Sommerpause“ 2013 begonnen werden.
Die Bauarbeiten am Zwischenangriff Prag begannen laut Bahnangaben etwa Mitte Dezember 2014. Am 10. Dezember 2014 wurde, am Zwischenangriff Prag, der symbolische Baustart gefeiert. Zu diesem Zeitpunkt waren etwa 50 Meter des 320 Meter langen Stollens aufgefahren. Die Tunnelpatenschaft übernahm Selma Gutscher, eine Projektingenieurin der DB Projekt Stuttgart-Ulm GmbH. Entsprechend wird das Bauwerk auch als Selma-Tunnel bezeichnet. Anfang Februar 2015 waren rund 120 m des Zwischenangriffs vorgetrieben. Der Vortrieb läuft 24 Stunden täglich, mit vier bis sechs Mineuren pro Schicht. Der rund 340 m lange Zwischenangriff soll als Entrauchungsbauwerk und befahrbarer Notfalltunnel dienen.
Der Bauauftrag umfasst insgesamt 5,2 km ein- und zweigleisige Tunnelröhren, die in bergmännischer Bauweise (Spritzbetonbauweise) erstellt werden sollen. Ein Zwischenangriff (rund 310 m Länge) sowie ein rund 450 m langes Trogbauwerk sollen in offener Bauweise errichtet werden. Darüber hinaus sind Verbindungsbauwerke von ca. 120 m Gesamtlänge und ein etwa 70 m tiefes Entrauchungsbauwerk vorgesehen.
Das Bauwerk soll weitgehend bergmännisch, in Spritzbetonbauweise, entstehen. Lediglich im rund 230 m langen Nordabschnitt ist eine offene Bauweise geplant. Die Vortriebsarbeiten sollen vom Hauptbahnhof-Nordkopf und einem Zwischenangriff am Ostportal des bestehenden Pragtunnels in beiden Richtungen laufen. Der Zwischenangriff, der zur Verkürzung der Bauzeit dient, soll über Baustraßen an die im Rahmen von Stuttgart 21 geplante zentrale Logistikfläche am Nordbahnhof angebunden werden. Mit Baggern, Meißeln und Sprengen sollen zwei Meter pro Tag vorgetrieben werden.

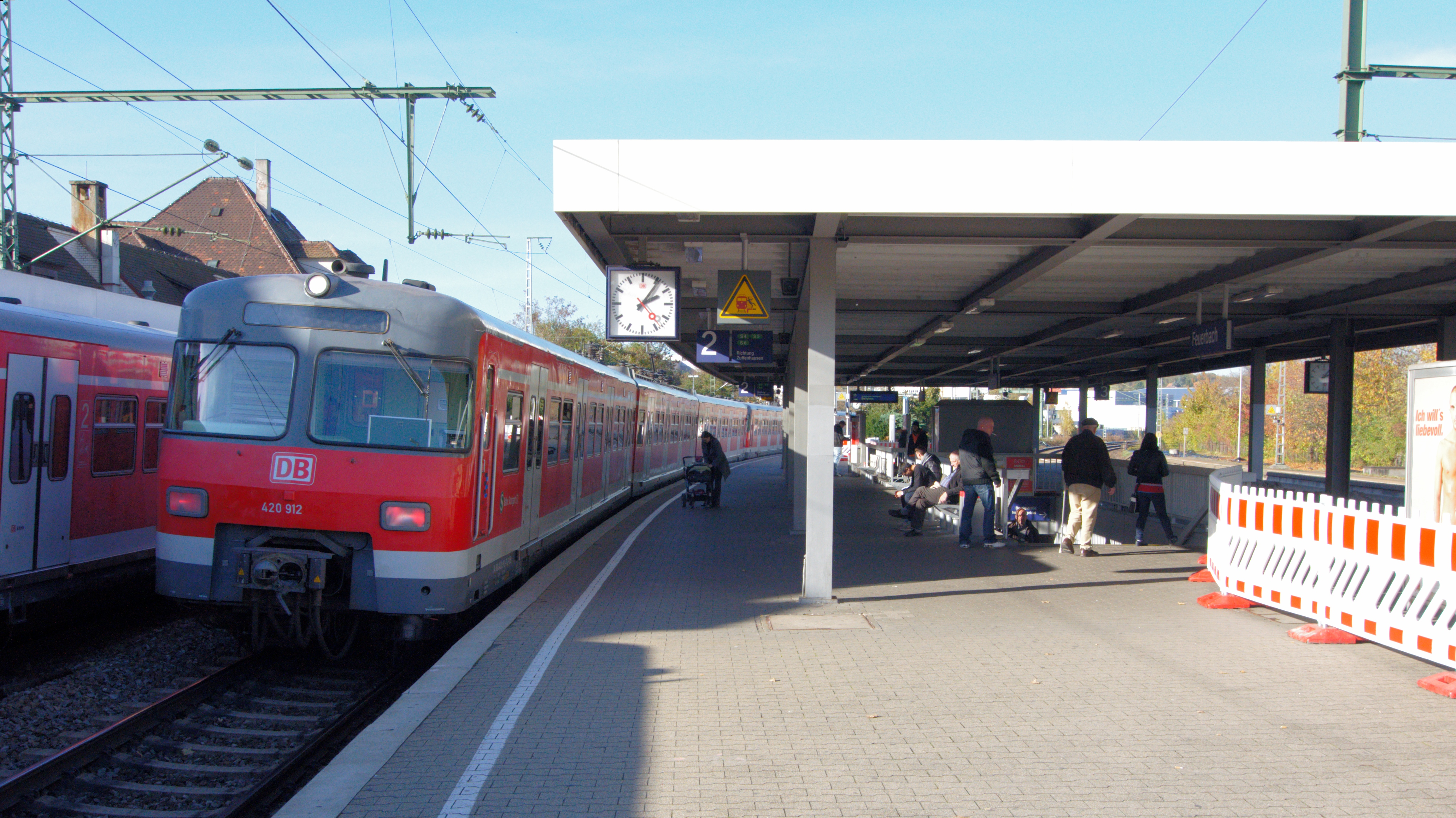
Absperrungen am mittleren Bahnsteig des Bahnhofs Stuttgart-Feuerbach (Oktober 2012). Der dem S-Bahn-Gleis abgewandte Teil soll im Zuge der Baufeldfreimachung abgetragen werden.

Vor Beginn der Hauptbaumaßnahmen sollten die Fern- und Regionalbahngleise im Bahnhof Feuerbach aufgeweitet werden, um Platz für die Rampe des Tunnels Feuerbach zu schaffen. Im Bahnhof Feuerbach sind insgesamt zehn Bauphasen über rund viereinhalb Jahre vorgesehen. Sperrpausen sind vor allen Dingen nachts und am Wochenende geplant.
Im Juli 2015 wurde ein neues Schall-Detailgutachten bekannt, wonach sich die Zahl der Anwohner mit Anspruch auf Schallschutz von zuvor 250 auf rund 500 verdoppele. Aufgrund von Lärmproblemen lief der Vortrieb Mitte 2015 mit reduzierter Geschwindigkeit. Am Zwischenangriff sollte daher, für zwei Millionen Euro, ein 5500 Quadratmeter großes und 16 Meter hohes Dach entstehen. Das geförderte Gestein sollte unter Tage in einem Brecher zerkleinert und mit einem Förderband aus dem Tunnel heraus befördert werden. Die Einhausung sollte bis zum Ende des 1. oder Beginn des 2. Quartals 2016 fertiggestellt werden und anschließend der Volllastbetrieb beim Tunnelvortrieb aufgenommen und auch nachts Aushub (zur C2-Fläche) abtransportiert werden. Im Februar 2016 kündigte die DB an, das 5500 m² große Dach doch nicht zu realisieren. Es hätte wegen der notwendigen Luftansaugung keine Entlastungswirkung gebracht. Stattdessen wurde nunmehr ein 970 m² großes unterirdisches Zwischenlager für den nächtlich anfallenden Ausbruch hergestellt werden.
Im Februar 2016 war ein 1,0 km Fahrtunnel vorgetrieben. Beim Vortrieb ist es laut Bahnangaben um Hebungen von bis zu 13 mm gekommen, die jedoch zum Stillstand gekommen seien. Der Vortrieb vom Hauptbahnhof lag Mitte 2017 bei 2 Metern pro Tag, in Richtung Hauptbahnhof 1,6 Metern pro Tag. Aufgrund von Bewegungen des Gebirges wurde eine der beiden Röhren statisch nachberechnet. Im März 2018 erfolgte der erste Durchschlag zur Innenstadt hin. Die andere Röhre ist im Juli 2018 im Beisein von Bahnchef Richard Lutz am Hauptbahnhof durchgeschlagen worden.
Der letzte Durchschlag, nach Feuerbach, erfolgte am 5. Juni 2020. Zu diesem Zeitpunkt waren nach Bahnangaben etwa 70 Prozent der Innenschale eingebaut.
Die im Februar 2019 ausgeschriebene Herstellung der Tunnelbankette wurde im Mai 2019 ohne Angabe von Gründen eingestellt.

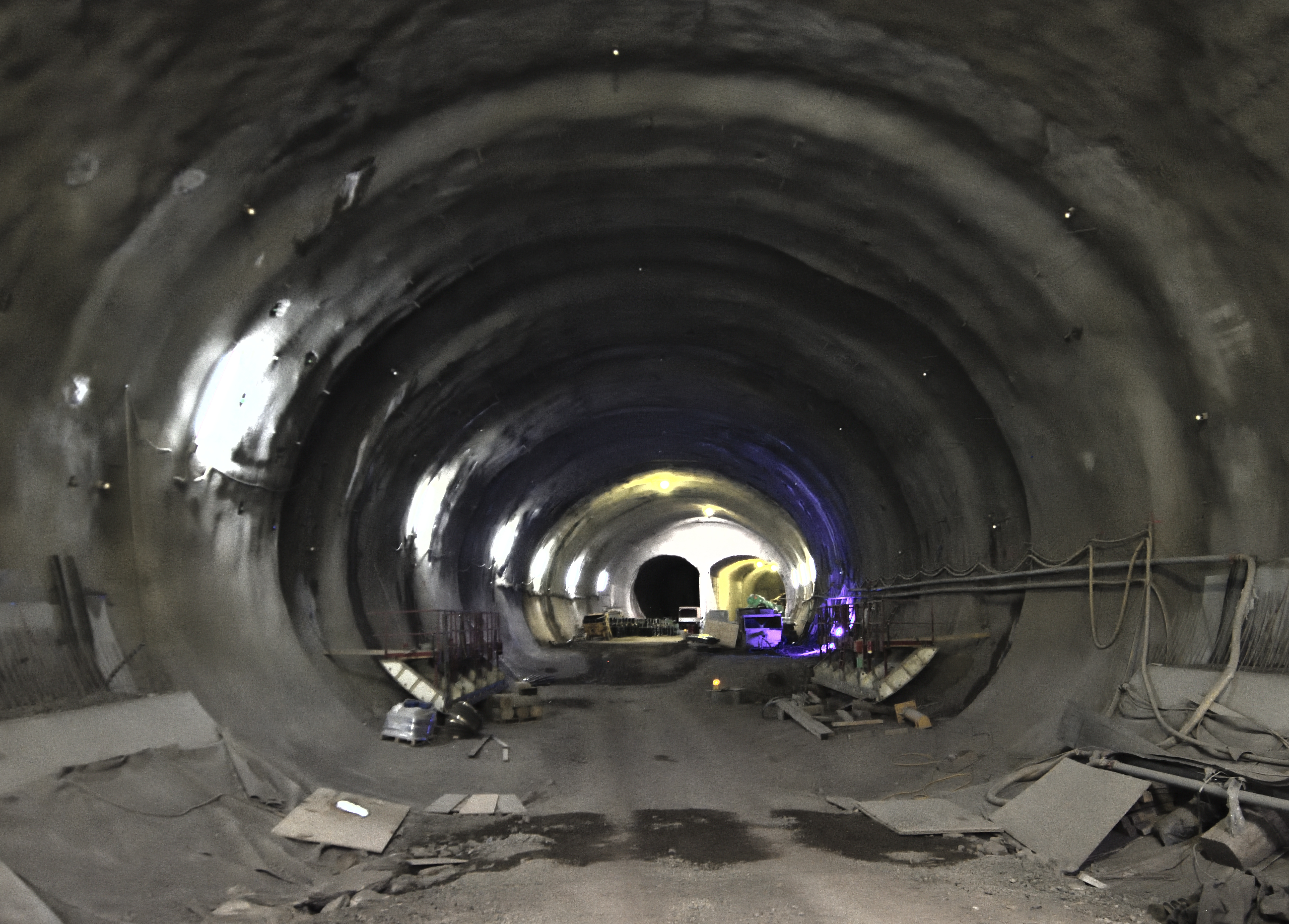
Zukünftiger Ausfahrbereich Richtung Feuerbach (links) und Bad Cannstatt (rechts), Januar 2018

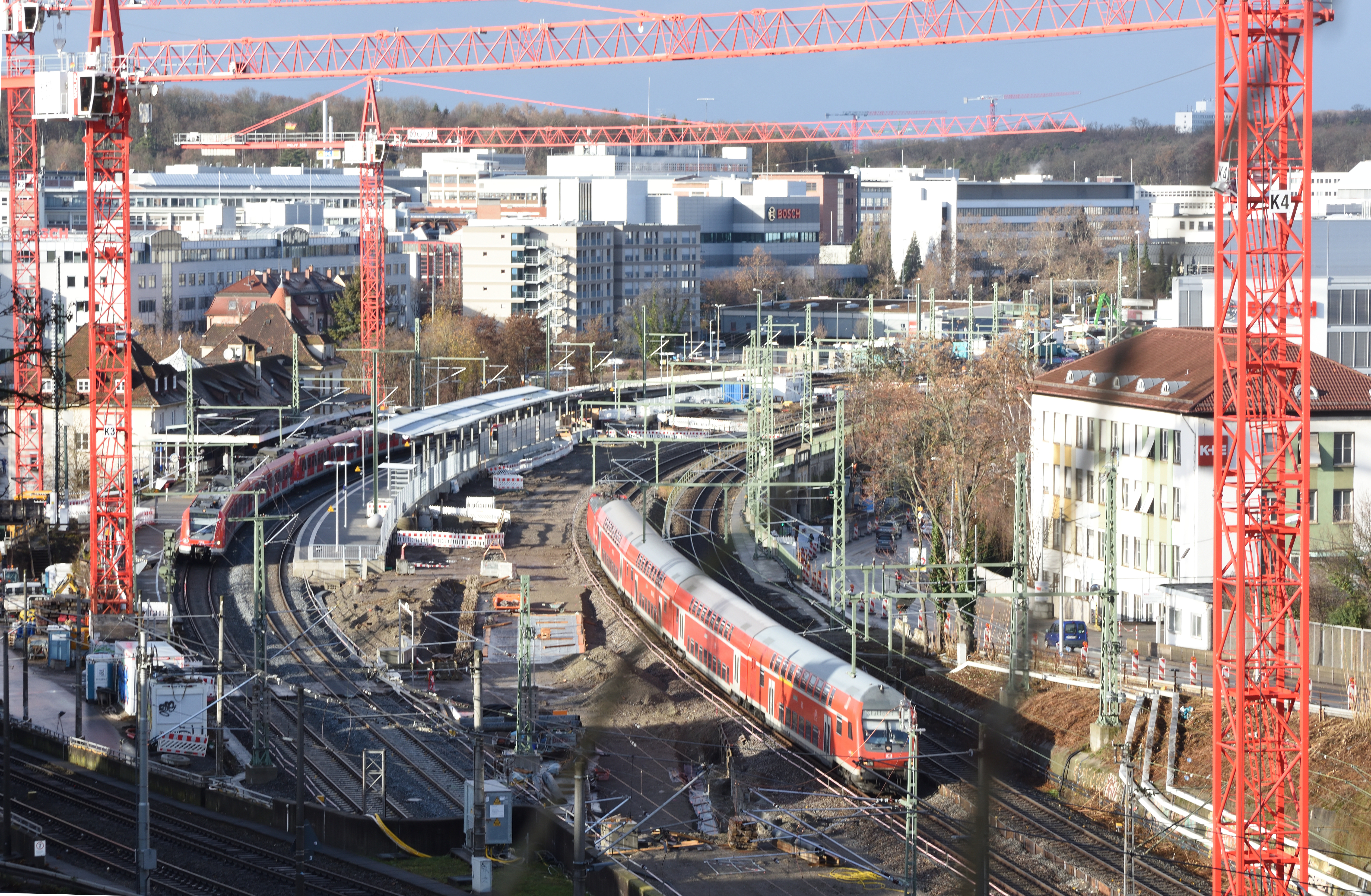
Bauzustand im Bahnhof Feuerbach im Dezember 2018: Zwischen S- und Fernbahngleisen (rechts) ist ein Stück des Tunnels Feuerbach zu erkennen.

Im 2. Quartal 2020 waren 80 Prozent der Innenschale hergestellt.
Der Gleisbau für Stuttgart 21 begann im Oktober 2021 am Tunnel Feuerbach und war Ende 2021 im Gange.
Zur Einbindung des Tunnels in das Bestandsnetz wurden Anfang 2025 in Feuerbach und Stuttgart-Nord oberirdisch neue Vr-Vorsignale und Hp-Hauptsignale aufgestellt, jedoch noch nicht in Betrieb genommen. Im nördlichen Trog- und Tunnelbereich waren bereits 2024 entsprechende Signale aufgebaut worden.

### Betrieb
Der Tunnel sollte im Rahmen eines Vorlaufbetriebs ab Oktober 2025 unter Verantwortung der Leit- und Sicherungstechnik befahrbar sein und, als Teil des Projekts Stuttgart 21, im Dezember 2026 feierlich und kommerziell in Betrieb genommen werden. Im Juli 2025 wurde der Termin, ab dem der Tunnel im Rahmen eines Vorlaufbetriebs befahrbar sein soll, auf Februar 2026 verschoben.
Eine Verkehrsprognose erwartete für das Jahr 2025 ein Verkehrsaufkommen (Querschnittsbelastung) von rund 94.700 Reisenden pro Tag.
Das Betriebsprogramm für den 2011 durchgeführten Stresstest zu Stuttgart 21 sieht ein Grundangebot von 9,5 Zügen pro Stunde und Richtung durch den Tunnel vor, davon 5 Fern- und 4,5 Regionalzüge. Zur Spitzenstunde (Ankunft 7:00 bis 7:59 Uhr im Hauptbahnhof) waren 17 Züge Richtung Stuttgart vorgesehen, davon 4 Fern- und 13 Regionalzüge.
Der 2018 vorgelegte erste Deutschlandtakt-Gutachterentwurf sah ein Angebot (für das Jahr 2030) von zwölf Zügen pro Stunde und Richtung durch den Tunnel vor, davon 6,5 Fernverkehrs- und 5,5 Regionalverkehrszüge. Zusätzliche Züge zur Hauptverkehrszeit sind darin noch nicht berücksichtigt.

### Ausblick
Mitte Oktober 2019 beschloss der Verkehrsausschuss des Landtags von Baden-Württemberg einstimmig, dass sich das sich das Land für „die Kapazitätserweiterung des Nordzulaufs Feuerbach/Zuffenhausen um ein 5./6. Gleis als Maßnahme zur Realisierung des Deutschland-Takts“ einsetzen solle. Damit solle eine Lücke zwischen dem Ende der Schnellfahrstrecke aus Mannheim und dem Beginn der Stuttgart-21-Infrastruktur in Feuerbach geschlossen werden. Dazu ist ein rund zehn Kilometer langer Tunnel vorgesehen, der aus dem Tunnel Feuerbach ausfädelt, Zuffenhausen und die A 81 unterquert und nördlich von Münchingen in die Schnellfahrstrecke nach Mannheim einfädelt. Um den Tunnel Stammheim (ehemals Fernbahntunnel Nordzulauf) mit dem Tunnel Feuerbach zu verbinden, wäre dieser vorübergehend zu sperren. Damit der Hauptbahnhof in dieser Zeit von Norden erreichbar ist, müsste zunächst die P-Option gebaut werden. Der Fernbahntunnel wurde in den dritten Gutachterentwurf des Deutschlandtakts aufgenommen. Der Realisierungshorizont war aufgrund der noch anhaltenden Bewertung des Deutschlandtakts im September 2020 noch nicht absehbar.
In dem im Juni 2020 veröffentlichten dritten Gutachterentwurf sind 13 Züge pro Stunde und Richtung im Nordzulauf auf Stuttgart geplant.

## Technik
Im Tunnel ist eine Feste Fahrbahn vorgesehen. Der Auftrag für den Oberbau, der u. a. auch die Tunnelsicherheitsbeleuchtung, Energieversorgung und Kabelverlegung sowie Türen mit einschließt, wurde im Februar 2019 ausgeschrieben. Der entsprechende Vertrag, mit einer Auftragssumme von 46 Millionen Euro, wurde am 15. Juni 2020 mit einer Bietergemeinschaft der Unternehmen Eiffage und Wittmann geschlossen. Er beinhaltet, zusammen für die Tunnel Feuerbach und Bad Cannstatt, u. a. ca. 14 km Feste Fahrbahn und ca. 3,1 km leichtes Masse-Feder-System.
Die im Tunnel geplanten Ks-Signale sollten aus einem neuen Elektronischen Stellwerk (ESTW-A) am Hauptbahnhof gesteuert werden. Darüber hinaus war die Ausrüstung mit ETCS vorgesehen. Im Zuge des Digitalen Knotens Stuttgart sind inzwischen ein Digitales Stellwerk, ETCS sowie automatisierter Fahrbetrieb vorgesehen. Dabei ist eine Ausrüstung mit ETCS Level 2 (teils „ohne Signale“) geplant. Die Ausstiegssignale Richtung Feuerbach sowie die Einstiegs-, Folge- und Zufahrtsicherungssignale Richtung Hauptbahnhof sollen im Tunnel angeordnet werden (Stand: Oktober 2019).

## Sicherheitskonzept

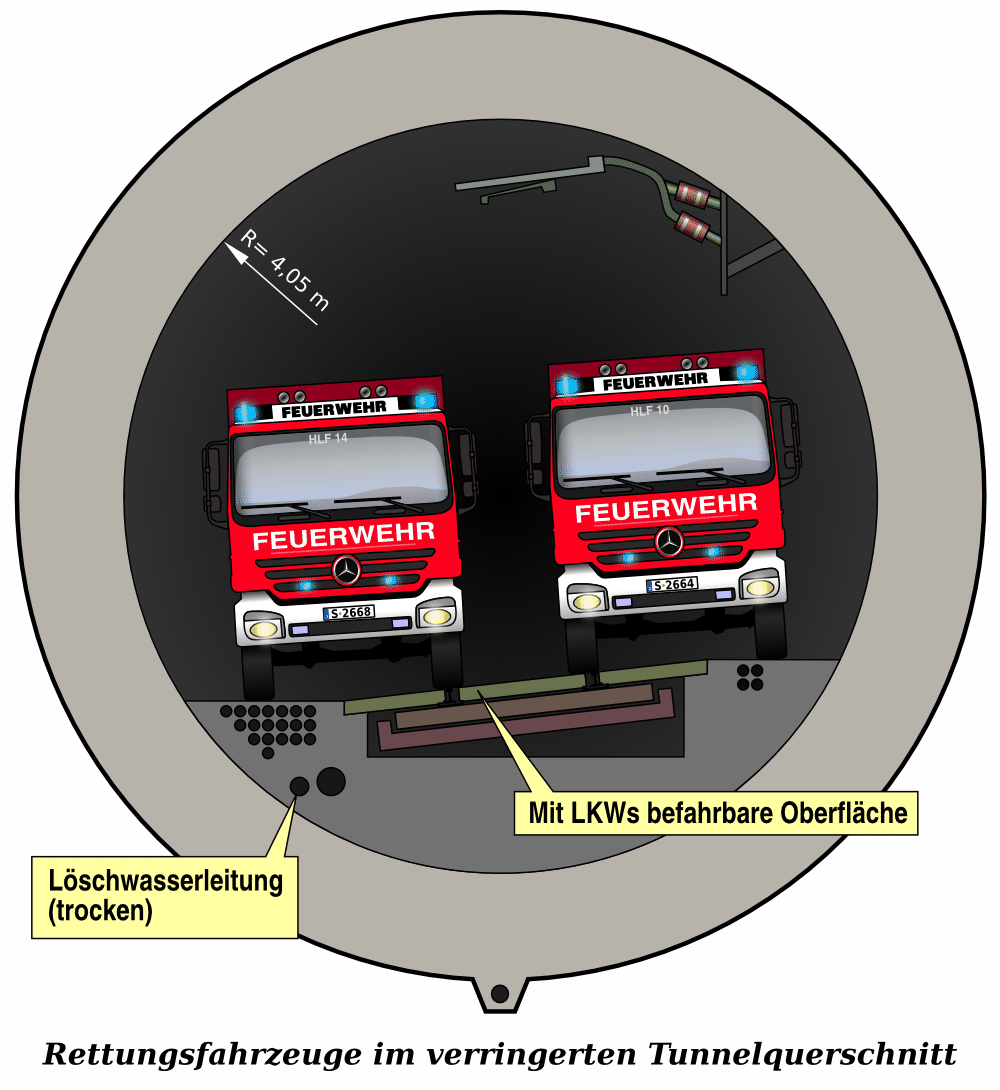
Zwei Feuerwehrfahrzeuge auf der für Straßenfahrzeuge befahrbaren Festen Fahrbahn

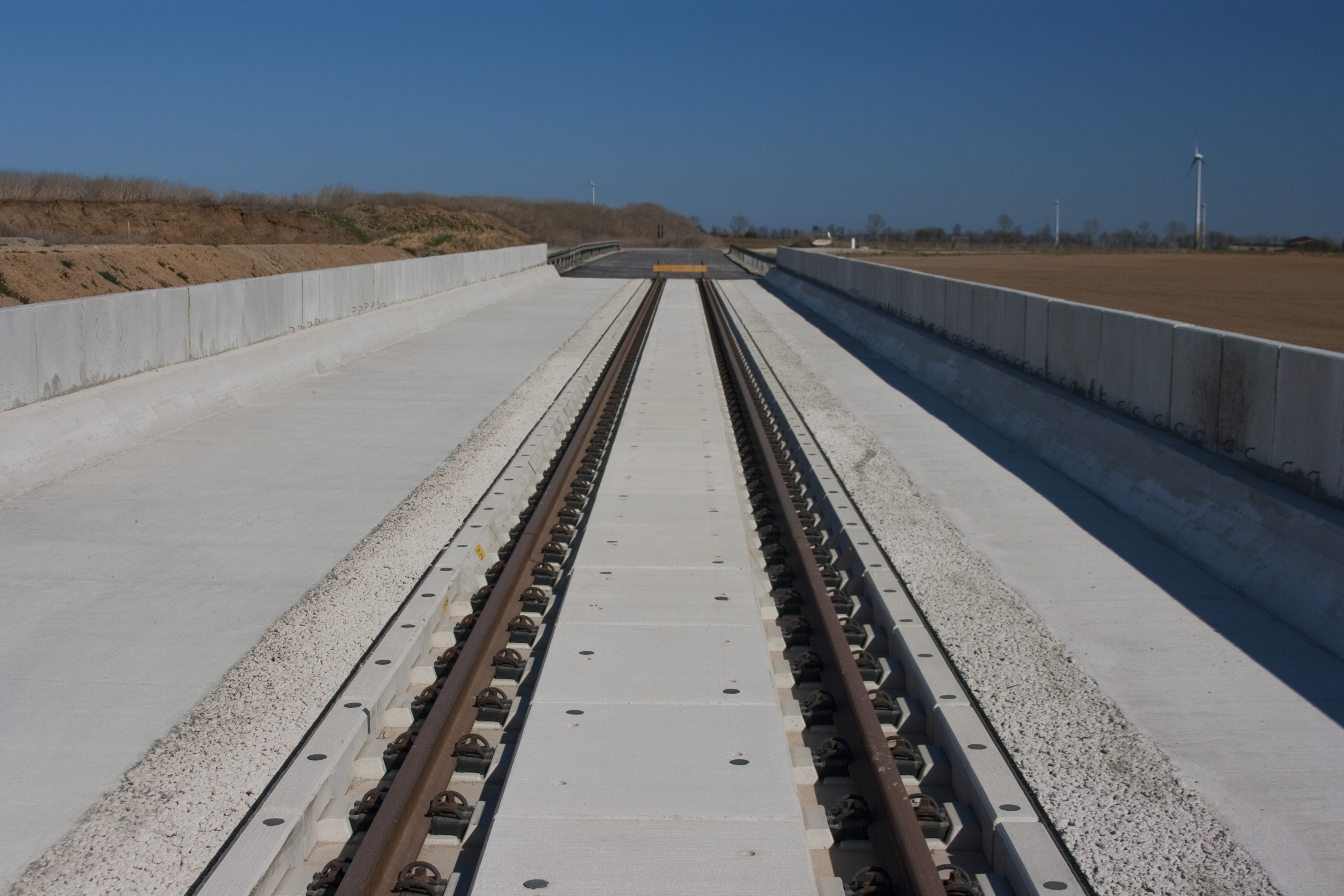
Versuchsstrecke für eine mit Straßenfahrzeugen befahrbare Feste Fahrbahn (Osterbergtunnel, 2012)

Die Feste Fahrbahn soll durch Rettungsfahrzeuge befahrbar ausgeführt werden. Im Tunnel soll ein Randweg von 1,20 m Breite als Fluchtweg entstehen. Darüber hinaus ist unter anderem eine Löschwasserleitung vorgesehen. Im Abstand von 1000 m (Stand: 2006) sollen Verbindungsbauwerke entstehen, darunter auch im Bereich der Einführung des Zwischenangriffs. Die Lampen der batteriegestützten Sicherheitsbeleuchtung sollen im Längsabstand von 18 m in einer Höhe von 2,50 m errichtet werden.
Im Zuge einer Neuordnung des Brandschutzkonzeptes kündigte die Deutsche Bahn im Februar 2016 an, eine Nassleitung zu realisieren, die von Pumpenstationen im Hauptbahnhof befüllt werden soll. Durch eine Zirkulationspumpe am Tunnelportal soll ein Gefrieren des Wassers bei Frost vermieden werden. Im März 2020 beantragte das Unternehmen eine Umstellung der Trocken-Löschwasserleitung auf eine teilbefüllte Nasslöschwasserleitung.